# II. Ilim-ilimma
II. Ilim-ilimma Mukis királya volt a rövid kronológia szerint az i. e. 14. század első felében. Talán II. Níkmepa fia és Ituraddu apja. Ebben az időszakban a szíriai térség meglehetősen nyugodt volt, a Hettita Birodalmat a súlyos belső problémák, Mitannit Asszíria akadályozta abban, hogy Szíriában nagyobb erődemonstrációkat tartson. Mivel a sok írásos forrással rendelkező nagyhatalmakkal nem nagyon került kapcsolatba, ezért a mukisi történelem e szakasza teljesen ismeretlen. Ilim-ilimma Aleppóban tartotta székhelyét, valószínűleg még ő volt Mukis királya, amikor a hettiták elfoglalták Alahtumot.
Az bizonyos, hogy I. Szuppiluliumasz hettita király nagy szíriai hadjárata idején már Ituraddu volt Aleppó királya.